# Valentina Nazarenko
Valentina Nazarenko, coniugata Kullam (in russo Валентина Назаренко-Куллам?; Zinov'evsk, 22 agosto 1930 – 29 novembre 2014), è stata una cestista sovietica.
Era la moglie di Ilmar Kullam.

## Carriera
Con l'Unione Sovietica ha disputato due edizioni dei Campionati europei (1952, 1954).